# Unione Sportiva Biellese 1921-1922
Questa voce raccoglie le informazioni riguardanti l'Unione Sportiva Biellese nelle competizioni ufficiali della stagione 1921-1922.

## Rosa
| N. |                   | Ruolo | Calciatore           |
| -- | ----------------- | ----- | -------------------- |
|    | Italia (bandiera) | P     | Alfredo Della Valle  |
|    | Italia (bandiera) | D     | Eugenio Gherso       |
|    | Italia (bandiera) | D     | Federico Thedy       |
|    | Italia (bandiera) | C     | Bertinotti           |
|    | Italia (bandiera) | C     | Emanuele Scaramuzzi  |
|    | Italia (bandiera) | C     | Umberto Lora Moretto |
|    | Italia (bandiera) | A     | Emilio Genova        |

| N. |                   | Ruolo | Calciatore             |
| -- | ----------------- | ----- | ---------------------- |
|    | Italia (bandiera) | A     | Alessandro Roasio I    |
|    | Italia (bandiera) | A     | Giovanni Motta II      |
|    | Italia (bandiera) | A     | Luigi Roasio II        |
|    | Italia (bandiera) | A     | Corrado Guglielminotti |
|    | Italia (bandiera) | A     | Aldo Blotto Baldo II   |
|    | Italia (bandiera) | A     | Corrado Gronda         |

## Risultati

### Prima Categoria - girone piemontese
| Torino 6 novembre 1921 1ª giornata | Pastore | – | Biellese |  |

| Arbitro: | Zanetti (Torino) |

|  |           |                         |
|  | Marcatori | ?’ (rig.)Cevenini (III) |

| Biella 16 ottobre 1921 3ª giornata                                         | Biellese  | 2 – 1 referto | Valenzana | Campo Sportivo Rivetti |
| \| \| \| \| \| Guglielminotti Roasio I ?’ (rig.) \| Marcatori \| Tosini \| |           |               |           |                        |
|                                                                            |           |               |           |                        |
| Guglielminotti Roasio I ?’ (rig.)                                          | Marcatori | Tosini        |           |                        |

| Arbitro: | Zanetti (Torino) |

|       |           |        |
| Motta | Marcatori | Viazzo |

A inizio novembre la Biellese si ritirò dal campionato FIGC e passò alla CCI, dove si iscrisse in Seconda Divisione. Al suo posto fu ammessa in corsa la US Torinese, la quale tornò fedele alla FIGC dopo aver aderito inizialmente alla CCI.

### Seconda Divisione - girone piemontese

#### Girone di andata
| Biella 20 novembre 1921 1ª giornata | Biellese       | 0 – 2 A tav. referto | Trinese | Campo Sportivo Rivetti\| Arbitro: \| Maina (Torino) \| |
| Arbitro:                            | Maina (Torino) |                      |         |                                                        |

| Aosta 27 novembre 1921 2ª giornata | Ansaldo         | 1 – 2 referto | Biellese | \| Arbitro: \| Armano (Torino) \| |
| Arbitro:                           | Armano (Torino) |               |          |                                   |

| Balzola 8 gennaio 1922 3ª giornata | Balzolese                 | 1 – 2 referto | Biellese | \| Arbitro: \| Jaffe (Casale Monferrato) \| |
| Arbitro:                           | Jaffe (Casale Monferrato) |               |          |                                             |

| Biella 11 dicembre 1921 4ª giornata | Biellese                  | 1 – 1 referto | Derthona | Campo Sportivo Rivetti\| Arbitro: \| Jaffe (Casale Monferrato) \| |
| Arbitro:                            | Jaffe (Casale Monferrato) |               |          |                                                                   |

| Biella 18 dicembre 1921 5ª giornata | Biellese        | 2 – 1 referto | Amatori Piemonte | Campo Sportivo Rivetti\| Arbitro: \| Armano (Torino) \| |
| Arbitro:                            | Armano (Torino) |               |                  |                                                         |

#### Girone di ritorno
| Trino Vercellese 26 marzo 1922 6ª giornata | Trinese | 2 – 2 referto | Biellese |  |

| Biella 1922 7ª giornata | Biellese | ? – ? | Ansaldo | Campo Sportivo Rivetti |

| Biella 2 aprile 1922 8ª giornata | Biellese | 3 – 0 referto | Balzolese | Campo Sportivo Rivetti |

| Tortona 12 febbraio 1922 9ª giornata | Derthona | 5 – 1 referto | Biellese |  |

| Torino 12 marzo 1922 10ª giornata | Amatori Piemonte | 1 – 1 referto | Biellese |  |